# Avenue Louis Clesse
L'avenue Louis Clesse est une rue bruxelloise de la commune d'Auderghem qui part de l'avenue des Meuniers et aboutit sur le boulevard des Invalides sur une longueur de 180 mètres. La numérotation des habitations va de 5 à 31 pour le côté impair et de 2 à 44 pour le côté pair.

## Historique et description
Les travaux d'aménagement de cette avenue du Roodenbergveld ont duré de 1938 au milieu de la Seconde Guerre mondiale.
Le 2 juin 1938, le collège avait baptisé la « rue Égide Bouvier », du nom d'un échevin démissionnaire, mais celui-ci ayant refusé l'honneur le collège décida lui donner celui d'« avenue Louis Clesse », le peintre ayant envoyé  une lettre de remerciement au collège le 28 mai 1942.

### Origine du nom
Elle porte le nom de Louis Clesse (1889-1961), artiste peintre renommé qui n'ayant jamais habité la commune, y venait cependant régulièrement peindre au Rouge-Cloître. 

## Situation et accès
| ___ | Ce site est desservi par la station de métro : Beaulieu. |

## Inventaire régional des biens remarquables
- Premier permis de bâtir délivré le 20 juin 1947 pour le n° 34.